# Selouane
Selouane (en langue berbère: ⵙⴻⵍⵓⴰⵏ, en arabe: سلوان ou سروان) est une ville du Maroc. Elle est située au nord-est, dans la province de Nador, au Maroc oriental.

## Histoire
À Selouane, un contingent de l’armée espagnole se réfugia lors des événements de la guerre du Rif connus en Espagne sous le nom de désastre d’Annual. Après avoir été encerclés par les troupes rifaines, ils se rendirent le 2 août 1921. S’ensuivirent alors des actes de vengeance et des exécutions massives qui coûtèrent la vie à la plupart des soldats et officiers espagnols réfugiés là, soit environ 500 hommes.

## Démographie
Source : Recensement général de la population et de l'habitat de 2004.

## Monuments
- Kasbah de Selouane. Au sud de la ville ancienne, sur la rive gauche de l'Oued Selouane. Fondée par Moulay Ismaïl, elle est pourvue de tours carrées ; quoique restaurée en 1859 par Sidi-Mohammed, ses ruines sont maintenant à l'abandon.

## Éducation
Depuis 2005, la ville accueille la faculté pluridisciplinaire de Nador, dépendant de l'université Mohammed Ier, qui propose des formations en sciences, économie, droit, lettres et religion.

## Sources
- (en) Selouane sur le site de Falling Rain Genomics, Inc.